# Temporada 1969-70 de los Boston Celtics
La temporada 1969-70 fue la vigésimo cuarta de los Boston Celtics en la NBA. La temporada regular acabó con 34 victorias y 48 derrotas, no logrando clasificarse para los playoffs por primera vez en las últimas veinte temporadas.

## Elecciones en el Draft
| Ronda | Puesto | Jugador         | Posición  | Nacionalidad   | Universidad |
| ----- | ------ | --------------- | --------- | -------------- | ----------- |
| 1     | 9      | Jo Jo White     | Base      | Estados Unidos | Kansas      |
| 4     | 52     | Steve Kuberski  | Ala-Pívot | Estados Unidos | Bradley     |
| 5     | 66     | George Thompson | Base      | Estados Unidos | Marquette   |

## Temporada regular
| x-New York Knicks    | 60 | 22 | .732 | –  |
| x-Milwaukee Bucks    | 56 | 26 | .683 | 4  |
| x-Baltimore Bullets  | 50 | 32 | .610 | 10 |
| x-Philadelphia 76ers | 42 | 40 | .512 | 18 |
| Cincinnati Royals    | 36 | 46 | .439 | 24 |
| Boston Celtics       | 34 | 48 | .415 | 26 |
| Detroit Pistons      | 31 | 51 | .378 | 29 |

## Estadísticas
| Rk | Jugador         | Edad | P  | PT | MP   | TC  | TCI  | %TC  | TL  | TLI | %TL   | RB  | AS  | FP  | PTS  |
| -- | --------------- | ---- | -- | -- | ---- | --- | ---- | ---- | --- | --- | ----- | --- | --- | --- | ---- |
| 1  | John Havlicek   | 29   | 81 |    | 41.6 | 9.1 | 19.6 | .464 | 6.0 | 7.1 | .844  | 7.8 | 6.8 | 2.6 | 24.2 |
| 2  | Tom Sanders     | 31   | 57 |    | 28.4 | 4.3 | 9.7  | .443 | 2.8 | 3.2 | .880  | 5.5 | 1.6 | 3.5 | 11.5 |
| 3  | Don Nelson      | 29   | 82 |    | 27.1 | 5.6 | 11.2 | .501 | 4.1 | 5.3 | .775  | 7.3 | 1.8 | 2.9 | 15.4 |
| 4  | Larry Siegfried | 30   | 78 |    | 26.7 | 4.9 | 11.6 | .424 | 2.8 | 3.3 | .856  | 2.7 | 3.8 | 2.4 | 12.6 |
| 5  | Bailey Howell   | 33   | 82 |    | 25.3 | 4.9 | 11.4 | .429 | 2.9 | 3.8 | .763  | 6.7 | 1.5 | 3.2 | 12.6 |
| 6  | Hank Finkel     | 27   | 80 |    | 23.3 | 3.9 | 8.5  | .454 | 2.0 | 2.9 | .670  | 7.7 | 1.3 | 3.7 | 9.7  |
| 7  | Em Bryant       | 31   | 71 |    | 22.8 | 3.0 | 7.3  | .404 | 1.9 | 2.5 | .746  | 3.8 | 3.3 | 2.8 | 7.8  |
| 8  | Jo Jo White     | 23   | 60 |    | 22.1 | 5.2 | 11.4 | .452 | 1.9 | 2.3 | .822  | 2.8 | 2.4 | 2.2 | 12.2 |
| 9  | Steve Kuberski  | 22   | 51 |    | 15.6 | 2.5 | 6.6  | .388 | 1.3 | 1.8 | .696  | 5.0 | 0.6 | 1.7 | 6.4  |
| 10 | Rich Johnson    | 23   | 65 |    | 13.8 | 2.6 | 5.6  | .463 | 0.7 | 1.1 | .657  | 3.2 | 0.5 | 2.4 | 5.8  |
| 11 | Jim Barnes      | 28   | 77 |    | 13.6 | 2.3 | 5.6  | .410 | 1.2 | 1.7 | .742  | 4.5 | 0.7 | 3.0 | 5.9  |
| 12 | Don Chaney      | 23   | 63 |    | 13.3 | 1.8 | 5.1  | .359 | 1.3 | 1.7 | .752  | 2.4 | 1.1 | 1.9 | 5.0  |
| 13 | Rich Niemann    | 23   | 6  |    | 3.0  | 0.3 | 0.8  | .400 | 0.3 | 0.3 | 1.000 | 1.0 | 0.3 | 1.7 | 1.0  |

## Galardones y récords
| Jugador       | Galardón                                                                     |
| John Havlicek | 2.º Mejor quinteto de la NBA 2.º Mejor quinteto defensivo de la NBA All-Star |
| Jo Jo White   | Mejor quinteto de rookies de la NBA                                          |